# Pedro Alcázar
Pedro Alcázar, de son vrai nom Guillermo Gonzalez, est un boxeur panaméen né le 29 août 1975 à Panama City et décédé le 22 juin 2002.

## Carrière
Passé professionnel en 1995, il devient champion du monde des poids super-mouches WBO le 16 juin 2001 après sa victoire aux points face à Adonis Rivas. Alcázar conserve sa ceinture aux dépens de Jorge Otero puis est battu au 6e round par Fernando Montiel le 22 juin 2002. Il mourra deux jours plus tard des suites de ses blessures.